# Àngel Casas
Àngel Casas Mas (Barrio de Sants, Barcelona, 17 de abril de 1946-Barcelona, 1 de octubre de 2022) fue un periodista español. Premio Ondas en 1972 y 1986. Fue director de diversos medios.

## Inicios
Nació en el barrio de Sants en Barcelona y sus inicios profesionales se encuentran en la emisora Radio Juventud, de donde pasa a Radio Barcelona. En esta emisora de la Cadena SER el periodista trabajó durante la primera mitad de los años setenta. Entre los programas que presentó se incluye Trotadiscos, que obtuvo un Premio Ondas en 1972.
En 1974 contribuyó a fundar Iniciativas Editoriales, creando diversas cabeceras como la revista musical Vibraciones, junto a Miquel Riera. 

## Televisión Española (1977-1983)
Ingresó en televisión en el año 1977, de la mano de Carlos Tena y Diego A. Manrique, en el programa musical Popgrama de Televisión Española. Tres años después alcanza a presentar y dirigir su propio espacio, Musical Express, que conduce hasta 1983. Se trataba de un espacio dedicado a difundir corrientes musicales ajenas a los sonidos más comerciales y mayoritarios, desde el jazz al incipiente rock urbano y el heavy metal con grupos españoles, como Barón Rojo.

## TV3 (1984-1988)
En 1984, tras el nacimiento de TV3, la televisión autonómica de Cataluña, comienza a trabajar en esa emisora, y se convierte en la estrella de la cadena con su programa Àngel Casas Show, talk-show que se mantiene en pantalla hasta 1988.
El programa le hace merecedor del Premio Antena de Oro de Televisión de 1984 y del Premio Ondas (Nacionales de Televisión) en 1986. En septiembre de ese año se incorpora a la Cadena SER para presentar el magacín El sermón.

## Televisión Española (1988-2007)
En 1990 regresa a TVE con el espacio de entrevistas Un día es un día, en el que, semanalmente, el programa acababa con un striptease ante la cámara. Incluso llegó a emitirse un especial de Fin de Año "Una noche es una noche", en el que se recopilaban los striptease que se habían visto anteriormente y durante el cual el público se iba desnudando también entre show y show. A este espacio siguieron Tal Cual (1992-1994), Los unos y los otros (1994-1995) y Esto es lo que hay (1995-1996).
Tras realizar de nuevo para TV3 el programa Totes aquelles cançons (2004), volvió a TVE, en esa ocasión en el circuito de Cataluña, para presentar el espacio de entrevistas Senyores i senyors (2005-2007).

## Barcelona TV
En septiembre de 2008 fue elegido, tras concurso público, nuevo director de Barcelona Televisió, canal municipal de la ciudad condal, cargo que ocupó hasta su jubilación, en diciembre de 2014.
En 2019 publicó el libro Carta d'una dessasosegada (Quaderns Crema, 2019).

## Anuncio de su retirada de la vida pública
El 20 de septiembre de 2020 anunció en un extenso texto publicado en Facebook titulado "Medical Mistery Tour" su retirada de la vida pública y el cierre de su blog y de su perfil en Facebook, por motivos de salud. Tras un trasplante de riñón y varios meses en el hospital con gran dolor por una enfermedad denominada calciofilaxis, en junio de 2022 le amputaron la pierna derecha. Su situación se agravó hasta que falleció el 1 de octubre en la misma ciudad en la que había nacido 76 años antes.